# 八戸圏域水道企業団
八戸圏域水道企業団（はちのへけんいきすいどうきぎょうだん）とは、青森県八戸市と周辺町村の水道事業を展開する一部事務組合である。地方公営企業法が適用されている。

## 概要

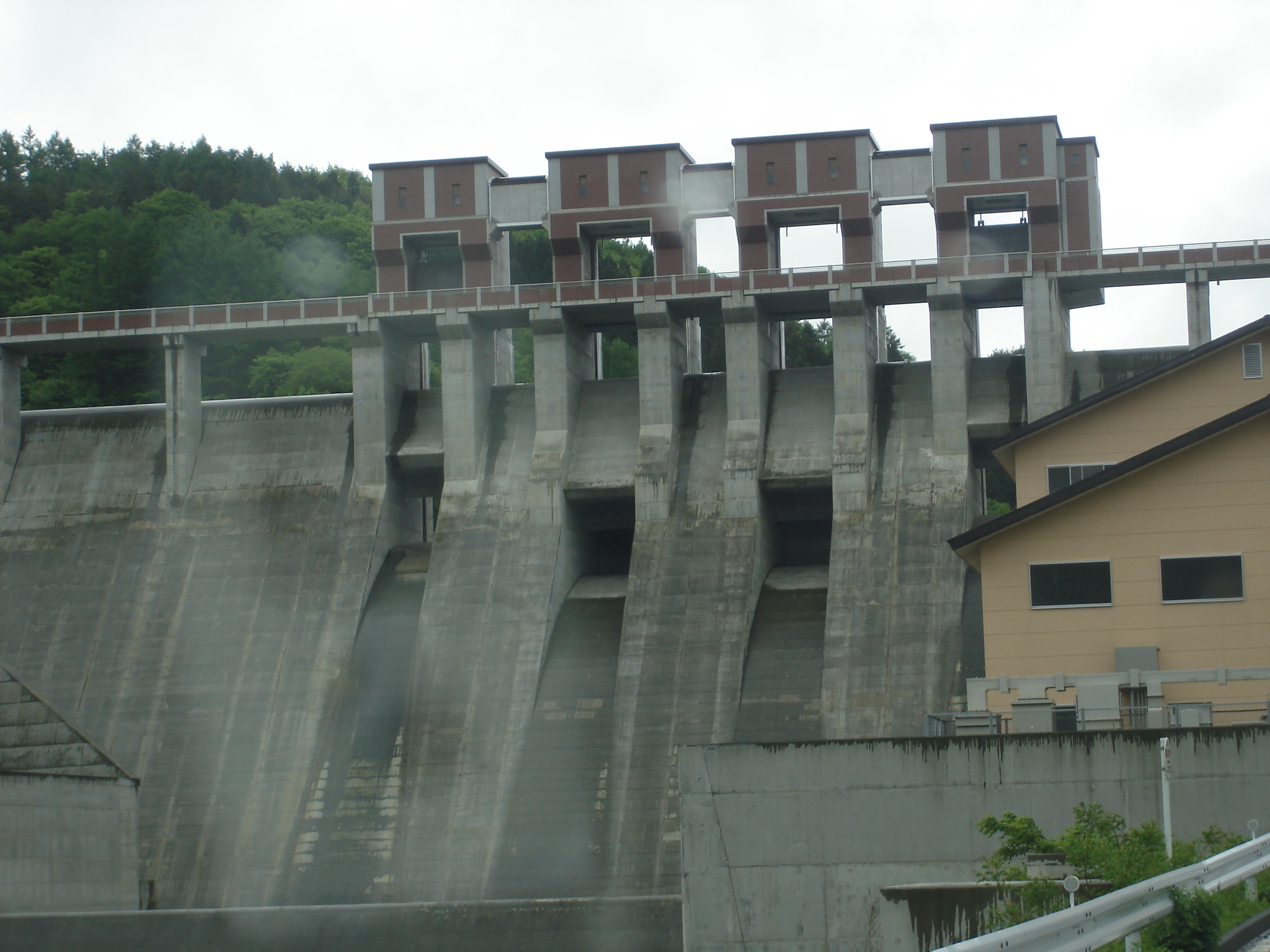
世増ダム

八戸圏域水道企業団は八戸市八戸ニュータウン内に事業所がある。1986年（昭和61年）に八戸市（旧八戸市・旧南郷村）階上町、三戸町、五戸町、南部町（旧名川町・旧南部町・旧福地村）、おいらせ町（百石町・下田町）、六戸町の、当時11市町村の水道事業として設立した。
当時、将来的な水需要の増加に備え、広域な水資源管理が求められており、その後2006年（平成18年）に完成した世増ダムの共同開発を目的とした広域水道事業を運営している。圏域企業団発足前の1968年（昭和43年）の十勝沖地震の被害からの復興で全国でいち早く耐震管が導入されたのを皮切りに、その後の1994年（平成6年）の三陸はるか沖地震の被害を踏まえ、導水管の免震化も推進されている。一方、民間活力の導入による断続的な水道料金値上げ、青森県との調整不足による八戸地域大規模断水事故の発生など弊害の克服も必要となっている。

## 構成自治体
八戸市、三戸町、五戸町、南部町、階上町、おいらせ町、六戸町

## 企業団議会
- 八戸市副市長、八戸市議会議員4名、三戸町長、五戸町長、階上町長、南部町長、六戸町長、おいらせ町長の11名で構成。2017年（平成29年）6月26日現在の議長は、八戸市議会議員の藤川優里[1]である。

## 沿革
- 1986年（昭和61年）4月 - 八戸圏域水道企業団事業開始

## 施設
- 白山浄水場
- 蟹沢浄水場
- 三島浄水場